# Banner Johnstone
Banner Carruthers Johnstone (født 11. november 1882, død 20. juni 1964) var en britisk roer, som deltog i OL 1908 i London.

## Rokarriere
Johnstone er uddannet fra Eton College og Trinity College på Cambridge University. På Trinity var han en del af kollegiets otter i perioden 1904-1907 og præsident for den det sidste år. Han var med til at vinde flere prestigefulde konkurrencer, blandt andet the Grand. I 1908 stillede han op sammen med roere fra Cambridge og Oxford for Leander Club ved OL 1908.
Leander Club-bådens besætning bestod derudover af Frederick Kelly, Albert Gladstone, Henry Bucknall, Guy Nickalls, Charles Burnell, Ronald Sanderson, Raymond Etherington-Smith og Gilchrist MacLagan (styrmand) samt fem reserver, der ikke kom i kamp. Syv både var tilmeldt, men italienerne stillede ikke op. To af bådene, den belgiske fra Royal Club Nautique de Gand og en ren Cambridge-båd fra Storbritannien, var seedet og gik direkte i semifinalen, mens Leander Club-båden og en canadisk båd, Toronto Argonauts, sikrede sig pladser i semifinalen med sejr i to indledende heats. I semifinalen vandt Leander over Toronto, mens Gand besejrede Cambridge, og de to vindere mødte derpå hinanden i finalen. Her lagde Leander sig i spidsen, men efter 2/3 af distancen bragte Gand sig på linje med Leander. Anstrengelserne med at indhente konkurrenten havde dog kostet så mange kræfter, at belgierne måtte slippe igen, så Leander Club kunne sikre sig guldet med to længders forspring. Nickall er med guldet den ældste olympiske mester i roning i historien.

## Øvrige liv
I 1909 gik Johnstone ind i udenrigstjenesten og gjorde tjeneste i Ceylon samt i Zanzibar. Ved udbruddet af første verdenskrig var han først en del af Carrier Corps i Østafrika, men senere gjorde han tjeneste i Frankrig og Belgien.
I sine senere år var han Daily Telegraphs korrespondent i roning.